# Astrophytum capricorne

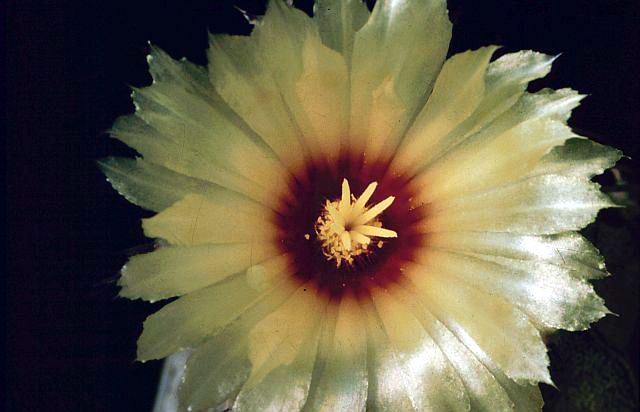
Blüte

Astrophytum capricorne ist eine Art aus der Gattung Astrophytum in der Familie der Kakteengewächse (Cactaceae). Das Artepitheton capricorne leitet sich von den lateinischen Worten caper oder capra für ‚Ziege‘ sowie cornu für ‚Horn‘ ab und verweist auf die verdrehten Dornen der Art.

## Beschreibung
Astrophytum capricorne wächst mit grünen, kugelförmigen Körpern, die dicht mit weißen Haarbüschelchen bedeckt sind. Sie erreichen Wuchshöhen von 10 bis 15 Zentimetern und Durchmesser von 10 bis 15 Zentimetern. Die 7 bis 8 sehr scharfkantigen Rippen tragen runde Areolen, die 2 bis 3,5 Zentimetern voneinander entfernt sitzen. Die daraus entspringenden 5 bis 10 gelben bis bräunlich schwarzen Dornen sind verdreht bis gewunden, abgeflacht, ein wenig biegsam und 3 bis 7 Zentimeter lang.
Die duftenden, gelben Blüten besitzen einen rötlichen Schlund, werden 6 bis 7 Zentimeter lang und erreichen Durchmesser von 4 bis 6 Zentimetern. Die Früchte reißen an ihrer Basis auf.

## Verbreitung, Systematik und Gefährdung
Astrophytum capricorne ist in den mexikanischen Bundesstaaten Coahuila, Nuevo León und San Luis Potosí in der Chihuahua-Wüste verbreitet.
Die Erstbeschreibung als Echinocactus capricornis durch Albert Gottfried Dietrich wurde 1851 veröffentlicht. Nathaniel Lord Britton und Joseph Nelson Rose stellten die Art 1922 in die Gattung Astrophytum. Ein weiteres nomenklatorisches Synonym ist Maierocactus capricornus (A.Dietr.) E.C.Rost (1925). Taxonomische Synonyme sind unter anderem Astrophytum senile Frič (1925), Astrophytum crassispinum (H.Moeller) W.Haage & Sadovsky (1958) und Astrophytum niveum (K.Kayser) W.Haage & Sadovsky (1958).
In der Roten Liste gefährdeter Arten der IUCN wird die Art als „Least Concern (LC)“, d. h. als nicht gefährdet geführt.

## Nachweise